# Antonia (Modigliani)
Antonia és un oli sobre tela de 82 × 46 cm realitzat per Amedeo Modigliani vers l'any 1915 i dipositat al Museu de l'Orangerie de París.

## Context històric i artístic
És una obra datada l'any 1915 perquè té similituds amb un altre quadre de Modigliani del mateix any i que també va pertànyer a Paul Guillaume: Madame Pompadour (avui dia dipositat a l'Institut d'Art de Chicago).

## Descripció
Antonia és retratada ací mirant de cara, amb els braços plegats i posant davant d'un fons geomètric que, de fet, és una finestra. En comparança a Noia pèl-roja, que presenta la mateixa geometrització de les formes, aquest retrat accentua la simplificació dels trets. En el rostre d'Antonia, només la boca conserva un caràcter naturalista. El modelat de les galtes és estilitzat i subratlla el dibuix del rostre més que no pas en suggereix el volum. Els ulls sense pupil·la es redueixen a dos petits ovals, mentre que el contorn arrodonit de la cara, el coll, el nas, l'orella i els cabells són tractats a la manera cubista. El nas s'esbossa en ambdós costats, mentre que les diferents representacions de les orelles i els dos costats dels seus cabells suggereixen tant una vista frontal com una vista de perfil al mateix temps. La posició centrada de la model sobre l'eix de la finestra i el format allargat del quadre reforcen el hieratisme de la representació frontal. El vestit fosc, el cortinatge del fons i la finestra componen una harmonia austera de marró-negre i de blau fosc. El vestit fosc i amb una joia que adorna l'escot evoca la cortina negra del fons a l'esquerra. La finestra no proporciona cap llum, però la pintura és animada per les seues línies, les quals contrasten amb els trets curvilinis de la cara i del coll, i amb la línia perpendicular dels braços encreuats.